# Тилсон, Фред
Сэ́мьюэл Фре́дерик Ти́лсон (англ. Samuel Frederick Tilson; 19 апреля 1904 — 21 ноября 1972), более известный как Фред Ти́лсон (англ. Fred Tilson) — английский футболист, нападающий. В составе «Манчестер Сити» стал чемпионом Англии и обладателем Кубка Англии. Характеризовался как «быстро соображающий» и обладающий «изворотливыми финтами туловищем».

## Биография
Фред Тилсон родился в Суинтоне, Саут-Йоркшир, 19 апреля 1904 года. Начал карьеру в любительском клубе «Барнсли Конгрегейшнлз». Выступал на позициях инсайда и центрфорварда. В 1926 году стал профессиональным футболистом, подписав контракт с клубом Второго дивизиона «Барнсли», где играл вместе с Эриком Бруком. В «Барнсли» выступал в основном на позиции инсайда, забив 23 мяча в 61 матче лиги. Хорошая форма Тилсона и Брука привлекла внимание «Манчестер Сити», и в 1928 году клуб из Манчестера заплатил за переход обоих в сумме £6000. Тилсон и Брук дебютировали в составе «Сити» 17 марта 1928 года в матче против «Гримсби Таун». Всего в оставшейся части сезона 1927/28 сыграл за «Сити» 6 матчей, мячей не забил. По итогам сезона «Сити» вышел в Первый дивизион.
В сезоне 1928/29 Тилсон провёл за команду 22 матча и забил 12 мячей (лучшим бомбардиром «Сити» стал Томми Джонсон, забивший рекордные для клуба 38 голов за сезон). В последующие два сезона играл редко из-за травм. В сезоне 1931/32 забил за «Сити» 13 мячей в лиге и 3 — в Кубке Англии. В том сезоне «Сити» дошёл до полуфинала Кубка, но уступил в нём «Арсеналу». В сезоне 1932/33 стал лучшим бомбардиром «Сити» с 23 мячами (17 в лиге и 6 в Кубке Англии). В 1933 году «Манчестер Сити» вышел в финал Кубка Англии, в котором проиграл «Эвертону». Тилсон не играл в том финале, зато в следующем году, когда «Сити» вновь вышел финал Кубка Англии, попал в состав и забил 2 мяча, обеспечив своей команде победу над «Портсмутом» со счётом 2:1. После первого тайма «Сити» проигрывал со счётом 0:1 и молодой вратарь команды Фрэнк Свифт винил себя в пропущенном мяче. Тилсон подошёл к нему и попросил не волноваться, пообещав забить «парочку голов» во втором тайме. Он сдержал своё обещание.
В следующем месяце после победного финала Кубка Англии Тилсон дебютировал в сборной Англии в матче против Венгрии 10 мая 1934 года. Тилсон забил гол на 84-й минуте, но англичане проиграли венграм со счётом 2:1. Спустя шесть дней, 16 мая, Тилсон сыграл в матче против Чехословакии, вновь забил гол, но Англия вновь проиграла со счётом 2:1. 29 сентября того же года в игре против Уэльса Тилсон сделал «дубль». 19 октября 1935 года Тилсон провёл свой последний матч за Англию, в котором сделал «дубль» в ворота Ирландии на «Уиндзор Парк». Таким образом, он забивал в каждом своём матче за сборную Англии.
В сезоне 1934/35 Тилсон был в отличной форме, забив 18 мячей в 34 матчах, а «Манчестер Сити» занял в лиге 4-е место.
В сезоне 1936/37 помог «Манчестер Сити» выиграть чемпионский титул, забив 15 голов в 23 матчах чемпионата.
Из-за частых травм Тилсона главный тренер «Сити» Уилф Уайлд принял решение о его продаже. В марте 1938 года Тилсон перешёл в «Нортгемптон Таун». За 10 лет в составе «Манчестер  Сити» он забил 132 мяча в 276 матчах.
За «Нортгемптон» Тилсон провёл 41 матч. 11 августа 1939 года перешёл в клуб «Йорк Сити», где и завершил карьеру.
После завершения карьеры игрока вернулся в «Манчестер Сити», где работал тренером, ассистентом главного тренера, исполняющим обязанности главного тренера и главным скаутом. В 1967 году вышел на пенсию.
Умер в Манчестере 21 ноября 1972 года.

## Достижения
«Манчестер Сити»
- Чемпион Англии: 1936/37
- Обладатель Кубка Англии: 1934